# Aphrissa
Aphrissa é um género de borboletas da família Pieridae encontrada na América Central e América do Sul.

## Espécies
Listadas por ordem alfabética:
- Aphrissa boisduvalii (C. & R. Felder, 1861)
- Aphrissa fluminensis (d'Almeida, 1921)
- Aphrissa godartiana (Swainson, 1821)
- Aphrissa neleis (Boisduval, 1836)
- Aphrissa orbis (Poey, 1832)
- Aphrissa schausi (Avinoff, 1926)
- Aphrissa statira (Cramer, [1777])
- Aphrissa wallacei (C. & R. Felder, 1862)